# Gustavo Rincón
Gustavo Rincón Casallas (* 1938 in Bogotá) ist ein ehemaliger kolumbianischer Radrennfahrer.

## Sportliche Laufbahn
Rincón war im Straßenradsport aktiv. 1967 wurde er Gesamtsieger der Vuelta al Táchira. 1968 wurde er Zweiter der Vuelta a Guatemala hinter Manuel Galera, 1969 Zweiter in der Vuelta a Costa Rica hinter Evaristo Fino, 1970 Zweiter im Etappenrennen Clásico RCN hinter Óscar González sowie Zweiter in der Vuelta a Colombia hinter Rafael Antonio Niño. 
In der Vuelta al Táchira 1967 sowie in der Vuelta a Colombia 1970 gewann Rincón eine Etappe. In der nationalen Meisterschaft im Straßenrennen 1964 wurde Rincón Vizemeister. Dritter wurde er in der Vuelta a Guatemala 1966 und in der Vuelta a Colombia 1969.